# Héctor Zambrano Cool
Hector Zambrano Cool (Bahía de Caráquez, 14 de agosto de 2000) es un futbolista ecuatoriano, su posición dentro del campo es Delantero actualmente su club es el Don Café De la Segunda Categoría de Ecuador.

## Clubes
| Club     | País    | Año             |
| -------- | ------- | --------------- |
| Don Café | Ecuador | 2018 - Presente |